# 埃里克·恩斯特龙
埃里克·恩斯特龙（英語：Eric Engstrom，1965年1月25日—2020年12月1日），美国软件工程师，任职微软期间与亚历克斯·圣约翰和克雷格·艾斯勒共同负责开发用于Microsoft Windows的应用程序接口DirectX，为Windows成为可行游戏平台铺平道路，促成游戏主机品牌Xbox的开发。

## 早年
1965年，恩斯特龙在美国华盛顿州奥罗维尔出生，其后于华盛顿州立大学肄业。离开大学后做过许多零活，自学计算机编程。

## 生涯
恩斯特龙在朋友的建议下加入微软，起初在消费者支持部门担任顾问。合约到期后，他获得微软和Data I/O两家公司的长期工邀约，但由于Data I/O开出的薪水较高，他选择了后者，尽管微软还给出股票期权。几年后，他离开Data I/O，并在1991年回到微软出任总经理。1994年底，亚历克斯·圣约翰和克雷格·艾斯勒（Craig Eisler）邀请他一起开发用于Windows 95的游戏编程界面，因为圣约翰当时发现开发者对从MS-DOS转移至新环境持谨慎态度。艾斯勒负责新接口的编程，恩斯特龙和艾斯勒负责在微软以外的地方大力宣传这项工作，试着跳出当时微软内部不太支持这项工作的困境。微软管理层认为将Windows 95打造成可行游戏平台的可能性很小。三人于1995年4月公布这个全新的接口，不久之后将其命名为DirectX，体现该接口能够绕过Windows 95的部分应用程序接口访问计算机硬件。1995年9月，DirectX加入Windows 95，成为将更多游戏带入Windows系统的关键因素。之后，DirectX的能力促使微软开发电子游戏主机Xbox。恩斯特龙、圣约翰和艾斯勒搭建DirectX对抗他们在微软遇到的阻力，因此被称为“野兽男孩”（Beastie Boys），成为迈克尔·德拉蒙德（Michael Drummond）著作《帝国叛徒》（Renegades of the Empire）的主人公。
恩斯特龙建立了DirectX的基础后便离开微软，于2000年前后成立Wildseed。Wildseed初期是早期的手机技术公司，随后于2005年被美国在线收购。这项收购使得恩斯特龙和艾斯勒在美国在线公司内部团聚。恩斯特龙还与他们在华盛顿州柯克兰成立软件公司，但聘请了住在海得拉巴学校新奥罗维尔（New Oroville）的一群工程师。他们原本计划在印度设立占地500英亩的学校，后来遇上2008年金融风暴，规模缩减至50英亩的设施，然而最后到了2010年公司倒闭，学校还没有建成。
2008年，恩斯特龙回归微软，供职于Windows Mobile及微软线上服务用户定制广告部门。2014年再次离开微软，为众多初创公司担任首席技术官和顾问。

## 个人生活和去世
恩斯特龙与妻子辛迪（Cindy）在Wildseed公司相遇，于2005年2月2日结婚，育有四个孩子。2020年12月1日，恩斯特龙因在实验室事故后接受的手术出现并发症去世。